# Adela cuprella
Adela cuprella је инсект из реда лептира (Lepidoptera), који припада породици (Adelidae).

## Опис
Овај ноћни лептир је карактеристичан по својој дневној активности. Распон крила је од 14 до 17 мм. Боја им је браон, бакарна или бронзана, а полови се разликују по дужини антена и боји главе. Женке имају нараџасту, а мужјаци црну главу. Дугачке антене су карактеристичне за већину врста породице Adelidae, тако да и ова врста има антене дуже од крила.

## Распрострањење и станиште
Насељава влажна станишта покрај река и потога, увек у близини биљке хранитељке - врбе (Salix cuprea). Распострањена у Европи, мање на југу. У Србији није често бележена.

## Биологија
Женке полажу јаја у цветове врбе (Salix cuprea), чиме се гусенице и хране. У почетку цветом, а затим листом ове биљке. Мужјаци се често роје баш око цветова ове биљке. Адулти су активни у пролећном периоду, који се поклапа са периодом цветања ове врсте врбе, од априла до маја.

## Галерија
- лептири на цвету врбе
- мужјак
- женка

## Синоними
- Tinea cuprella Denis & Schiffermüller, 1775